# Layla (zpěvačka)
Layla (*1985 Bratislava, Československo) je umělecké jméno slovenské zpěvačky Kristíny Tranové. Layla zpívá v soulových a R&B písních. Je slovensko-vietnamského původu.

## Singly
- Nestrácaj dych (s Majkem Spiritem),
- Áno či nie,
- I feel (s Billy Hollywoodem).[2]